# Rothwell, Northamptonshire
Rothwell är en stad och civil parish i kommunen North Northamptonshire i England. Orten har 7 694 invånare (2011). Byn nämndes i Domedagsboken (Domesday Book) år 1086, och kallades då Rodewelle.